# Håvard Flo
Håvard Flo (ur. 4 kwietnia 1970 w Strynie) – piłkarz norweski grający na pozycji napastnika.

## Kariera klubowa
Håvard urodził się w mieście Stryn. Piłkarską karierę rozpoczął w miejscowym klubie Stryn T&IF. W 1991 roku przeszedł do pierwszoligowego wówczas Sogndal IL, a rok później przeżył z nim spadek do drugiej ligi. Pobyt na zapleczu ekstraklasy trwał rok i w 1994 roku Flo znów grał w pierwszej lidze, a latem trafił do duńskiego Aarhus GF. W sezonie 1995/1996 strzelił 12 goli i został wicemistrzem Danii, a także zdobył z Aarhus Puchar Danii. W AGF grał do jesieni tamtego roku.
Na początku października 1996 roku Flo został piłkarzem niemieckiego Werderu Brema po tym, jak w rundzie jesiennej zdobył 12 bramek dla Aarhus. W Bundeslidze zadebiutował 19 października w wygranym 3:1 wyjazdowym meczu z Karlsruher SC. W Werderze Norweg był rezerwowym dla pary napastników Bruno Labbadia - Marco Bode i przez 2,5 roku strzelił 5 goli w 55 ligowych meczach. W sezonie 1998/1999 roku zdobył z Werderem Puchar Niemiec.
13 stycznia 1999 roku Flo podpisał kontrakt z angielskim Wolverhampton Wanderers grającego w Division One. „Wilki” zapłaciły za niego 700 tysięcy funtów. W nowej drużynie Håvard swój pierwszy mecz rozegrał 16 stycznia, a Wolverhampton zremisował 0:0 z Watfordem. W Wolves Flo grał do końca sezonu 1999/2000. W 2001 roku wrócił do Sogndal, z którym do 2004 roku grał w pierwszej lidze. Od 2005 roku gra na drugim szczeblu rozgrywek w Norwegii.
| Sezon   | Klub                    | Kraj     | Rozgrywki    | Mecze | Bramki |
| ------- | ----------------------- | -------- | ------------ | ----- | ------ |
| 1991    | Sogndal IL              | Norwegia | Tippeligaen  | 19    | 3      |
| 1992    | Sogndal IL              | Norwegia | Tippeligaen  | 22    | 7      |
| 1993    | Sogndal IL              | Norwegia | Adeccoligaen | 21    | 8      |
| 1994    | Sogndal IL              | Norwegia | Tippeligaen  | 19    | 2      |
| 1994/95 | Aarhus GF               | Dania    | Superligaen  | 19    | 5      |
| 1995/96 | Aarhus GF               | Dania    | Superligaen  | 23    | 10     |
| 1996/97 | Aarhus GF               | Dania    | Superligaen  | 11    | 12     |
| 1996/97 | Werder Brema            | Niemcy   | Bundesliga   | 14    | 0      |
| 1997/98 | Werder Brema            | Niemcy   | Bundesliga   | 25    | 5      |
| 1998/99 | Werder Brema            | Niemcy   | Bundesliga   | 16    | 0      |
| 1998/99 | Wolverhampton Wanderers | Anglia   | Division One | 19    | 5      |
| 1999/00 | Wolverhampton Wanderers | Anglia   | Division One | 19    | 4      |
| 2001    | Sogndal IL              | Norwegia | Tippeligaen  | 11    | 8      |
| 2002    | Sogndal IL              | Norwegia | Tippeligaen  | 25    | 8      |
| 2003    | Sogndal IL              | Norwegia | Tippeligaen  | 26    | 13     |
| 2004    | Sogndal IL              | Norwegia | Tippeligaen  | 21    | 5      |
| 2005    | Sogndal IL              | Norwegia | Adeccoligaen | 20    | 2      |
| 2006    | Sogndal IL              | Norwegia | Adeccoligaen | 28    | 10     |
| 2007    | Sogndal IL              | Norwegia | Adeccoligaen | 26    | 15     |
| 2008    | Sogndal IL              | Norwegia | Adeccoligaen | 26    | 8      |
| 2010    | Sogndal IL              | Norwegia | Adeccoligaen |       |        |

## Kariera reprezentacyjna
W reprezentacji Norwegii Flo zadebiutował 9 października 1996 roku w wygranym 3:0 meczu z Węgrami. W 1998 roku został powołany przez selekcjonera Egila Olsena na Mistrzostwa Świata we Francji. Tam wystąpił we wszystkich czterech spotkaniach: z Marokiem (2:2), ze Szkocją (1:1), w którym zdobył gola, z Brazylią (2:1) oraz 1/8 finału z Włochami (0:1). Ostatni mecz w kadrze rozegrał w 2004 roku przeciwko Irlandią Północną (4:1). Ogółem w kadrze narodowej zagrał 26 razy i zdobył 7 goli.

## Życie prywatne
Kuzyni Håvarda Tore André, Jostein i Jerle także mają za sobą karierę piłkarską. Pierwszy z nich występował m.in. w Chelsea F.C. i Rangers F.C., a także w reprezentacji Norwegii, drugi m.in. w Molde FK, Sheffield United i Strømsgodset IF i także w kadrze narodowej. Natomiast trzeci z nich grał wyłącznie w drużynach Stryn i Sogndal.
Jego siostrzeńcem jest Per-Egil Flo.